# Mina Gold Ridge
Gold Ridge es una mina en Guadalcanal, Islas Salomón, a unos 30 km al sureste de la capital Honiara. La producción de la mina Gold Ridge fue constituida por Ross Mining NL y Delta Gold Ltd entre 1998 y 2000, pero tuvo que ser abandonada debido a disturbios civiles. En 2003, fue adquirida por las aseguradoras de riesgo político por Australian Solomons Gold. Allied Gold adquirió la compañía en 2010 y posteriormente reconstruyó la mina. La producción se reinició a finales de 2010.
A fines de agosto de 2012, St Barbara Limited adquirió los activos de Allied Gold, incluido Gold Ridge Mining Limited. Santa Bárbara es una compañía minera de oro con sede en Australia, con minas de oro en Yilgarn y Leonora Shires en Australia Occidental y la mina Simberi en la Provincia de Nueva Irlanda de Papúa Nueva Guinea. La mina Gold Ridge era la única mina operativa en las Islas Salomón en este momento, y contribuyó con aproximadamente el 20% del producto interno bruto de la economía de las Islas Salomón.
En abril de 2014, Santa Bárbara cerró la mina Gold Ridge tras inundaciones repentinas. Posteriormente, el gobierno de las Islas Salomón prohibió a los empleados de Santa Bárbara reingresar al país. Gold Ridge fue vendida por Santa Bárbara por A $ 100 a una compañía controlada por el propietario Gold Ridge Community Investment Limited (GCIL) en mayo de 2015, incluida toda la responsabilidad legal y de rehabilitación. El 7 de julio de 2015, el Consejo de Administración de Desastres del gobierno de las Islas Salomón declaró a Gold Ridge como un área de «desastre».

## Historia
Durante 1568, un explorador español llamado  Álvaro de Mendaña y Neira encontró oro en el área de la Mina de Oro cerca de la desembocadura del río Matepona. Sin embargo, no fue hasta 1936 que el descubrimiento se atribuyó al área de Gold Ridge. Esto dio lugar a varios intentos de trabajar en el área durante la década de 1930, antes de que se otorgara una licencia de prospección al Sindicato Balasuna. Posteriormente, el sindicato inició la Minería hidráulica en el área durante 1939, hasta que la Segunda Guerra Mundial detuvo todo el trabajo durante 1942.
Durante 1950, se estableció el Estudio Geológico de las Islas Salomón, que dio lugar al inicio de estudios sistemáticos en el área. Estos estudios continuaron durante los siguientes 30 años, antes de que la exploración moderna del área comenzara posteriormente en 1983, después de que Amoco hubiera presentado con éxito los derechos para extraerla. Cyprus Minerals se ocupó del proyecto durante 1985 y produjo parte de él con una empresa conjunta Arimco Mining. Posteriormente, se completó un estudio de factibilidad durante 1990 y se actualizó durante 1992, antes de que la empresa conjunta se retirara y dejara que caducaran los contratos.
Durante 1994, el gobierno de las Islas Salomón licitó el proyecto, y Saracen Minerals fue el adjudicatario. Posteriormente, vendieron sus intereses a Ross Mining durante 1995, quien realizó más de 103,000 metros de perforación y actualizó los estudios de factibilidad, antes de que en 1998 comenzara la minería a cielo abierto. Después de dos años de operación, Ross Gold adquirió Ross Mining en mayo de 2000, quien abandonó Gold Ridge un mes después debido a disturbios civiles en Guadalcanal. Como resultado del abandono, una aseguradora de riesgo político posteriormente pagó a Delta Gold y se hizo cargo del proyecto. En septiembre de 2004, la compañía de seguros licitó el proyecto con el apoyo del Gobierno de las Islas Salomón y la comunidad de Gold Ridge. En mayo de 2005, Australian Solomons Gold adquirió el proyecto, antes de que Allied Gold se hiciera cargo de él. Allied Gold anunció posteriormente un programa de remodelación y remodelación de A $ 150 millones durante marzo de 2010. St. Bárbara adquirió posteriormente Allied Gold en septiembre de 2012.